# Acropolis rallye 1988
Acropolis rallye 1988 (Oficiálně 35. Rallye Acropolis) byla šestou soutěží mistrovství světa v rallye 1988. Vítězem se stal Miki Biasion s vozem Lancia Delta Integrale. Vozy Lancia obsadily první čtyři místa, poprvé se ale objevil konkurenční vůz Toyota Celica Turbo 4WD. 
Tým Lancia tvořili kromě Biasiona ještě Markku Alen a Mikael Ericsson. Za Lancie Jolly Clubu startovali Alessandro Ericsson a Yves Loubet. S továrními vozy Mazda 323 4WD startovali Hannu Mikkola a Timo Salonen. Za tým Toyoty startovali s novými vozy Juha Kankkunen a Björn Waldegaard. 

## Průběh soutěže
V prvním etapě zajeli shodný čas Alen a Ericsson. Za nimi se seřadili  Waldegaard, Fiorio, Kankkunen, Salonen, Biasion a Mikkola. Ve druhé etapě se Alenovi zaseklo lanko plynu a poté měl defekt. Následovali problémy s hřídelem a přehříváním. Salonen měl problémy se zavěšením kol a propadl se na 16. místo. Kvůli poruše diferenciálu odstoupil Waldegaard. Do čela se propracovával Biasion. Na druhé místo se posunul Kankkunen, Ericsson a Fiorio. Alen se propracoval na sedmou pozici. Ve třetí etapě těžce havaroval Loubet. Pro poruchy odstoupily obě Mazdy a porucha turbodmychadla vyřadila Kankkunena. Druhý tak byl Ericsson a třetí Fiorio. Ve čtvrté etapě se na pořadí nic nezměnilo. Úspěšně se zde prezentoval tým Škoda Motorsport s vozy Škoda 130 L. Urban vybojoval 11. pozici a vyhrál skupinu A do 1300 cm3. Svatopluk Kvaizar klesl po technických potížích na 26. pozici.

## Výsledky
1. Miki Biasion, Siviero - Lancia Delta Integrale
2. Mikael Ericsson, Billstam - Lancia Delta Integrale
3. Fiorio, Pirollo - Lancia Delta Integrale
4. Markku Alen, Kivimäki - Lancia Delta Integrale
5. Rudi Stohl, Röhringer - Audi Quattro
6. Jigger, Stefanis - Lancia Delta Integrale
7. Stratissimo, Fertakis - Nissan Silvia
8. Apostolu, Kriadis - Volkswagen Golf II GTI 16V
9. Roothaert, Wouters - Nissan Silvia
10. Gaban, Lux - Mazda 323 4WD - vítěz skupiny N